# Осібай
Осіба́й (каз. Өсібай) — село у складі Каркаралінського району Карагандинської області Казахстану. Адміністративний центр сільського округу Нигмета Нурмакова.
Населення — 193 особи (2021; 462 у 2009, 769 у 1999, 853 у 1989).
Національний склад станом на 1989 рік:
- казахи — 100 %.